# Anemonia sulcata
Anemonia sulcata är en havsanemonart som först beskrevs av Thomas Pennant 1777.  Anemonia sulcata ingår i släktet Anemonia och familjen Actiniidae. Inga underarter finns listade i Catalogue of Life.

## Bildgalleri

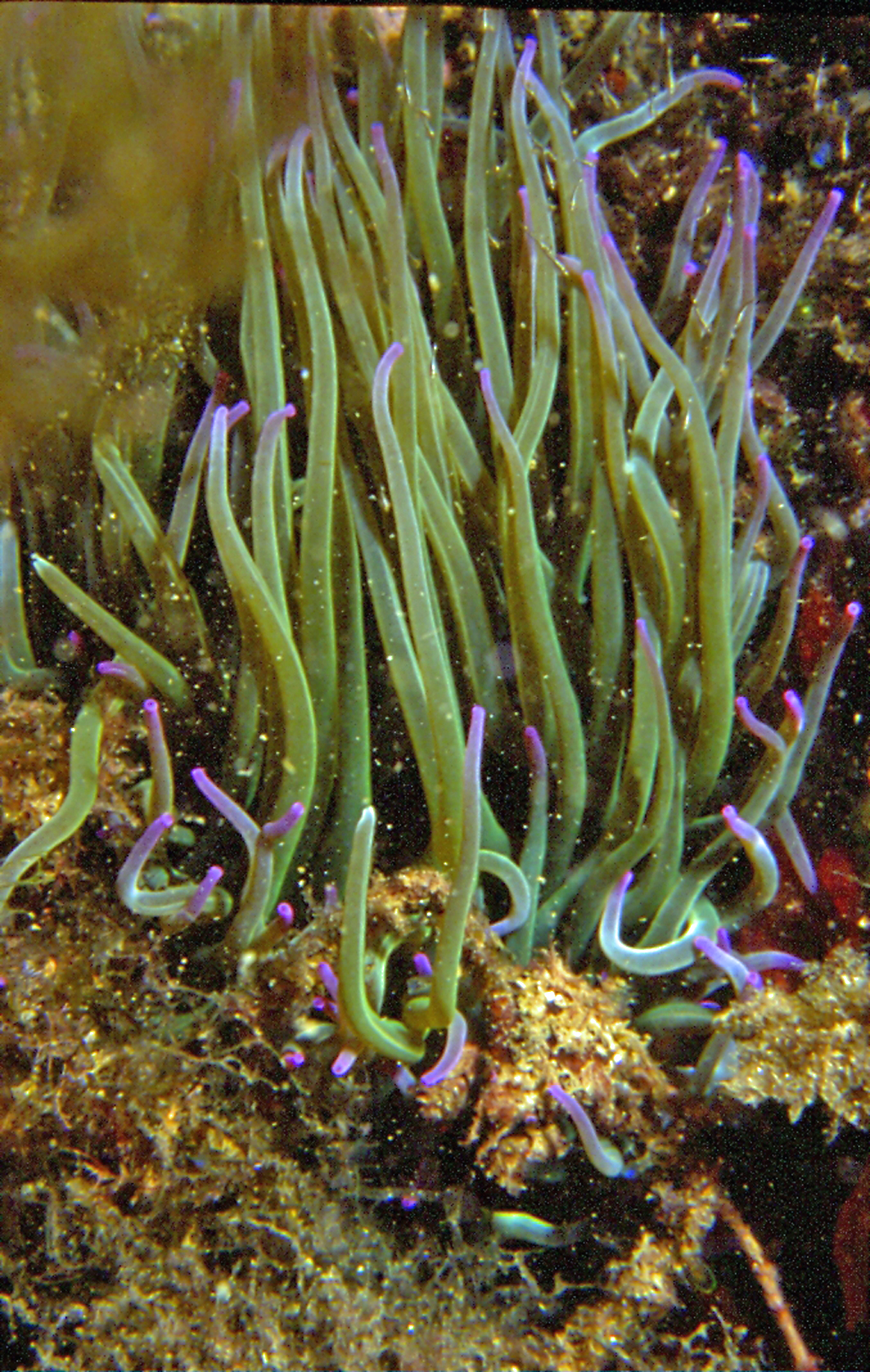
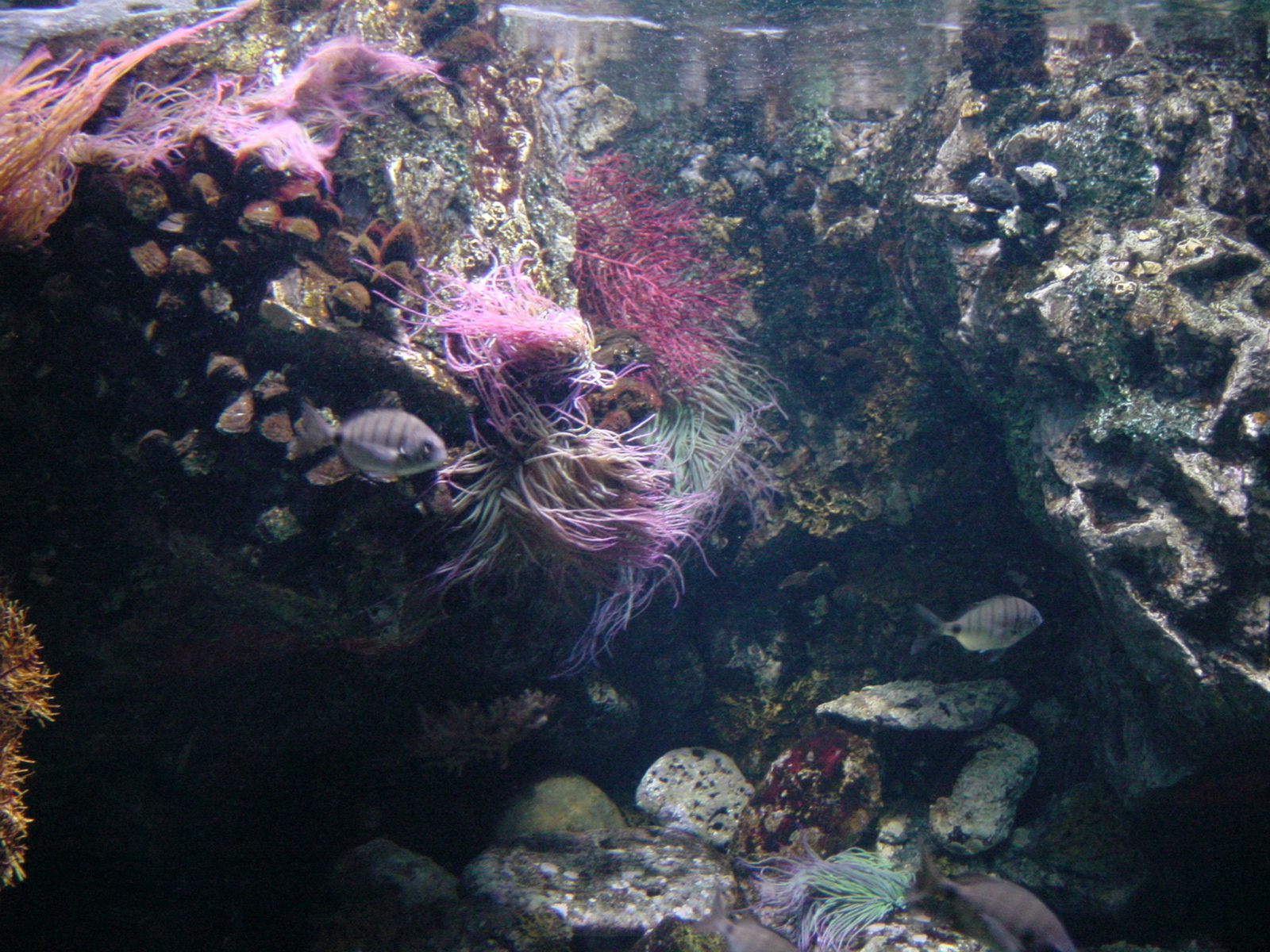
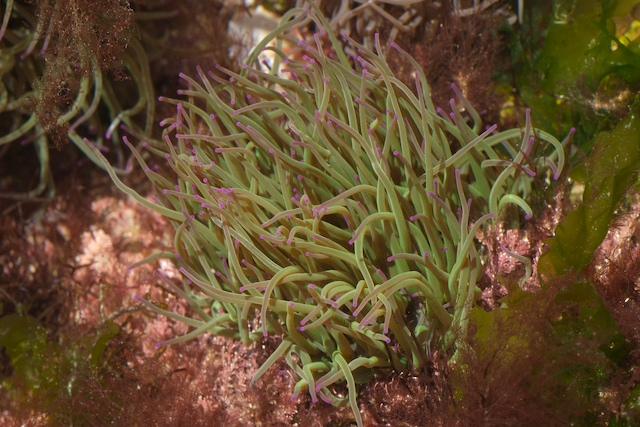
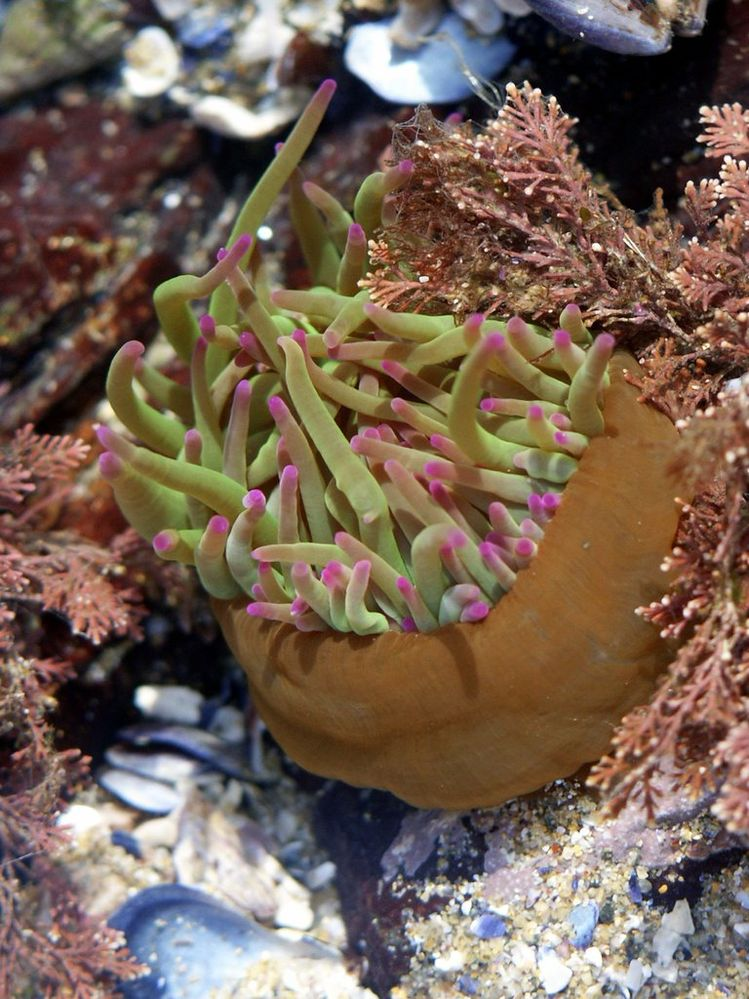
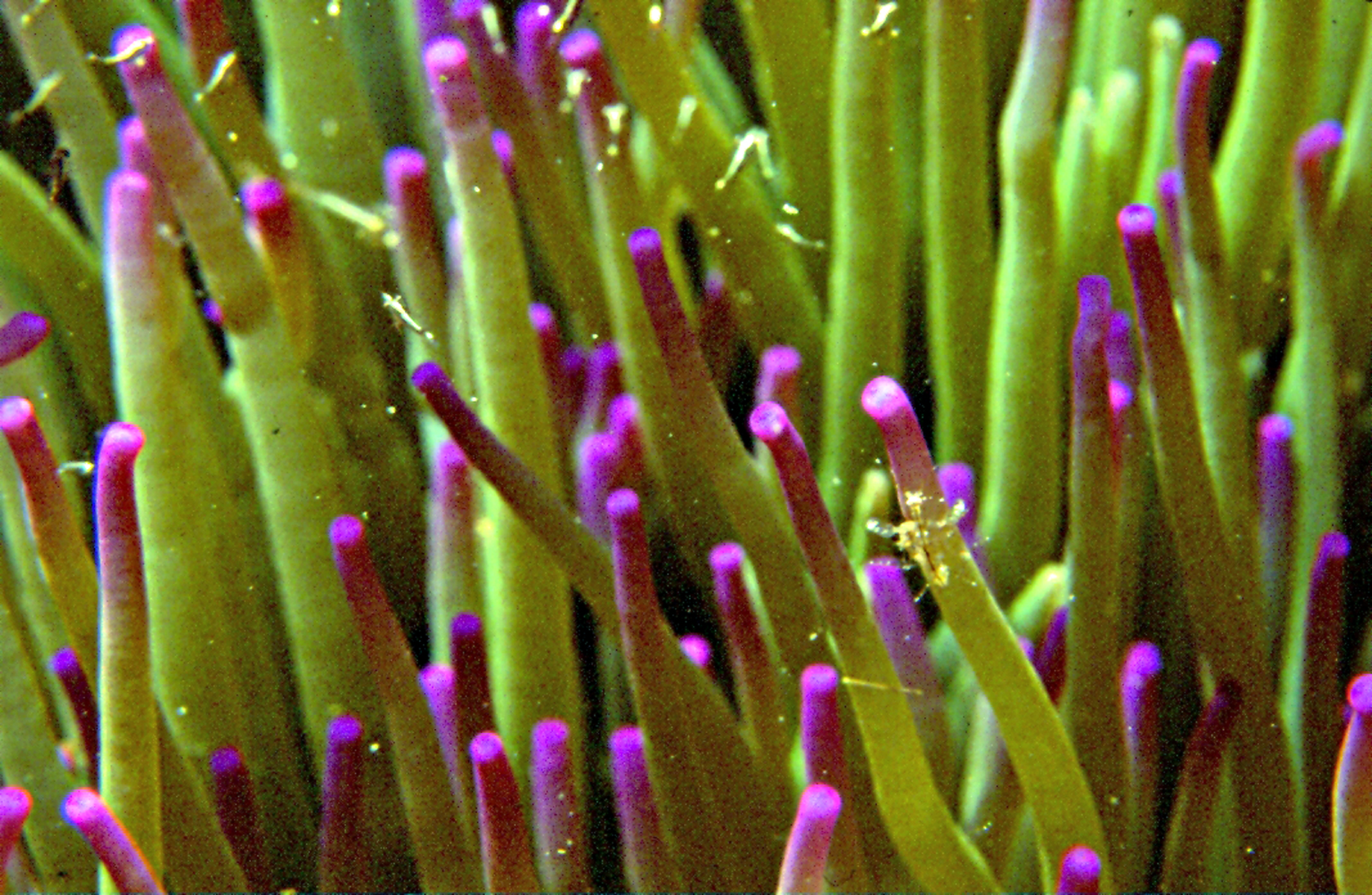